# Файет (окръг, Индиана)
Окръг Файет (на английски: Fayette County) е окръг в щата Индиана, Съединени американски щати. Площта му е 557 km², а населението е 23 398 души (1 април 2020). Административен център е град Конърсвил.